# Staniew
Staniew – wieś w Polsce położona w województwie wielkopolskim, w powiecie krotoszyńskim, w gminie Koźmin Wielkopolski.
Wieś szlachecka Staniewo, własność kasztelana międzyrzeckiego Andrzeja Górki, około 1580 roku leżała w powiecie pyzdrskim województwa kaliskiego.
W okresie Wielkiego Księstwa Poznańskiego (1815-1848) miejscowość wzmiankowana jako Staniewo należała do wsi większych w ówczesnym pruskim powiecie Krotoszyn w rejencji poznańskiej. Staniewo należało do okręgu koźmińskiego tego powiatu i stanowiło odrębny majątek, którego właścicielem był wówczas Diehl. Według spisu urzędowego z 1837 roku wieś liczyła 332 mieszkańców, którzy zamieszkiwali 37 dymów (domostw). Do majątku Staniewo przynależały wówczas także: folwark Psiepole (4 domy, 78 mieszk.) oraz posada Bażant (18 osób w jednym domu).
W latach 1975–1998 miejscowość administracyjnie należała do województwa kaliskiego.
Zobacz też: Staniewice